# Ion Voinescu
Ion Voinescu, né le 18 avril 1929 à Valea Dragului en Roumanie et mort le 9 mars 2018 à Bucarest (Roumanie), est un footballeur international roumain, qui évoluait au poste de gardien de but. 
Il compte 23 sélections en équipe nationale entre 1949 et 1962. 

## Biographie

### Carrière de joueur
Avec le club du Steaua Bucarest, Ion Voinescu remporte six championnats de Roumanie, et quatre Coupes de Roumanie.
Avec cette même équipe, il joue 4 matchs en Coupe d'Europe des clubs champions.
Il dispute un total de 188 matchs en première division roumaine entre 1947 et 1963.
Il est dit que le Arsenal et le Vasco da Gama auraient essayé de l'avoir dans leurs rangs, mais que les restrictions communistes l'auraient empêché de quitter le pays.

### Carrière internationale
Ion Voinescu compte 22 sélections avec l'équipe de Roumanie entre 1949 et 1962. 
Il est convoqué pour la première fois par le sélectionneur national Emerich Vogl pour un match amical contre l'Albanie le 23 octobre 1949 (1-1). Il reçoit sa dernière sélection le 23 décembre 1962 contre le Maroc (défaite 3-1).
Il joue deux matchs comptant pour les tours préliminaires de la coupe du monde 1954 et également deux matchs comptant pour les éliminatoires du mondial 1958.
En 1962, il porte une fois le brassard de capitaine de la sélection nationale roumaine.

## Palmarès
- Avec le Steaua Bucarest :
  - Champion de Roumanie en 1951, 1952, 1953, 1956, 1960 et 1961
  - Vainqueur de la Coupe de Roumanie en 1951, 1952, 1955 et 1962